# Zeljko Loparić

Zeljko Loparić

Zeljko Loparić (* 3. Dezember 1939 in Cvetković) ist ein kroatisch-brasilianischer Philosoph. Er ist Professor für Philosophie an der Päpstlichen Katholischen Universität von São Paulo.

## Leben
Loparić studierte Philologie, Theologie, Philosophie und Mathematik an den Universitäten Zagreb (1958–59/60–62), Löwen (1959–60/62–65), Freiburg (1966), Heidelberg (1966–69) und Universidade Federal da Paraíba (1970–72). 1982 promovierte er an der Université catholique de Louvain mit einer Arbeit über Kant und Mach. Seine Habilitation folgte an der Universidade Estadual de Campinas 1986.
Ab 1977 war Loparić, erst als Dozent, und später als Professor für Geschichte der Philosophie und Wissenschaftstheorie in Campinas tätig.

## Publikationen
- Heidegger, Rio de Janeiro. 2004.
- Sobre a responsabilidade, Porto Alegre. 2003.
- A semântica transcendental de Kant, Campinas. 2000 (erw. 2002 und 2005).
- Descartes Heurístico, Campinas. 1997.
- Ética e finitude, São Paulo. 1995 (erw. 2004).
- Optuzenik Heidegger, Zagreb. 1991.
- Heidegger réu. Um ensaio sobre a periculosidade da filosofia, Campinas. 1990.